# Matthias Mayer (Basketballspieler)
Matthias Friedrich Mayer (* 7. April 1981 in Wels) ist ein ehemaliger österreichischer Basketballspieler.

## Laufbahn
Mayer erhielt seine Basketballausbildung in Wels. 1999 wechselte der 2,04 Meter große Innenspieler zu den Swans Gmunden, für die er sein Bundesliga-Debüt gab. Mit Gmunden wurde er 2005, 2006, 2007 und 2010 Staatsmeister. Mit Gmunden spielte er auch im Europapokal, 2008 erreichte er mit der Mannschaft die Runde der letzten 32 im ULEB-Cup, was als „historische Stunde“ gefeiert wurde. Dort waren Mayer und die „Schwäne“ gegen den spanischen Spitzenverein Joventut Badalona dann chancenlos.
Im Mai 2016 beendete er seine Basketballkarriere. Er bestritt 636 Bundesliga-Spiele, was zum Zeitpunkt seines Rücktritts die Ligabestmarke bedeutete.
Auf Nationalmannschaftsebene bestritt Mayer sowohl Länderspiele für die Juniorenauswahlen seines Heimatlandes als auch für die Herrennationalmannschaft.